# Argyrotome cyclopea
Argyrotome cyclopea är en fjärilsart som beskrevs av Debauche 1937. Argyrotome cyclopea ingår i släktet Argyrotome och familjen mätare. Inga underarter finns listade i Catalogue of Life.